# ノルトハイム (ハイルブロン郡)
ノルトハイム (ドイツ語: Nordheim) は、ドイツ連邦共和国バーデン＝ヴュルテンベルク州ハイルブロン郡に属す町村（以下、本項では便宜上「町」と記述する）。

## 地理

### 位置
ノルトハイムはハイルブロン郡南部ツァーバーゴイに位置し、ハイルブロンの南に隣接する。この自治体は、西はホイヒェルベルクに、東はネッカー川の古い川筋に接する。

### 隣接する市町村
ノルトハイムに隣接する市町村は、東から時計回りに、ハイルブロン（郡独立市）、ラウフェン・アム・ネッカー、ブラッケンハイム、シュヴァイゲルン、ラインガルテン（以上、ハイルブロン郡）である。ノルトハイムは、ラウフェン・アム・ネッカー、ネッカーヴェストハイムと行政共同体を形成している。

### 自治体の構成
ノルトハイムは、ノルトハイム地区とノルトハウゼン地区からなる。ノルトハイムの町境付近には、現在はなくなったが、ヘーテンスバッハ、クリンマーディンゲン、シェーヒャーハウゼンの各地区があった。

## 歴史
ノルトハイムの起源はフランク人の時代に遡ると推測されている。この村は、823年に初めて文献に記録されている。1380年以前にはヴュルテンベルク領となり、1803年まで、この領邦の北の国境となっていた (Württembergischer Landgraben)。1938年までこの村はオーバーアムト・ブラッケンハイムに属し（オーバーアムトは、当時の地方行政区分）、その後ハイルブロン郡に移管された。
三十年戦争でも、17世紀末にも、ノルトハイムは戦禍によりほぼ完全に破壊された。1810年の大火では、47軒の住居と、教会が犠牲になった。ハイルブロンに近く、1848年に鉄道が開通したことにより、それまでの農業中心の村は徐々に住宅地として発展していった。ブドウ栽培は、昔と変わらず現在も重要な役割を担っている。

### ノルトハウゼン
ノルトハウゼンは、1700年にピエモンテ（キゾーネ渓谷のMentoullesおよびウッセアウズ）から逐われた200人のヴァルド派の人々によって新たに創設された。創設後、ノルトハイムやハウゼン・アン・デア・ツァーバー（現在はブラッケンハイムの一部）との境界の確定が行われ、この時、この新しい村にノルトハウゼンという名がつけられた。ノルトハウゼンは、ハイルブロン郡内では最も新しい時代に創設された村であった。1975年にノルトハウゼンはノルトハイムと合併した。

### 宗教
ノルトハイムおよびノルトハウゼンにはそれぞれ固有のプロテスタントの教会組織がある。ノルトハウゼンのプロテスタント教会は、元々はヴァルドー派の教会組織であったが、19世紀にヴュルテンベルクの地方教会組織に編入された。ノルトハイムには新使徒派教会も存在する。カトリックのキリスト教徒は、ハイルブロン＝ベッキンゲン市区の聖キリアン教会に属す。

## 行政

### 議会
ノルトハイムの議会は、18人の議員からなる。
ノルトハウゼン地区には、地区議会がある。

### 紋章と旗
図柄: 金地に外された青い鋤へら。旗は青 – 金である。
1518年の現存するこの町の最も古い印章には、鋤へらとその下に横向きのシカの角が描かれており（シカの角はヴュルテンベルクの紋章）、1618年の印章でも同じ図柄が用いられている。1724年の印章では、シカの角は鋤へらが描かれた盾型の上に描かれている。その後の印章からはシカの角はなくなっている。1684年の紋章にも鋤へらだけが描かれているものがある。紋章の色は、1935年のヴュルテンベルク文書局からの提案に従い採択された。紋章と旗は、1963年3月4日にバーデン＝ヴュルテンベルク州内務省の認可を得た。

## 文化と見所

### 建築
- 1593年建造の旧町役場。1964年まで行政機関として用いられ、1987年からは図書館として利用されている。
- 1854年ヴィルヘルム・フォン・ゼイボールトによって建設され、1963年から64年に改築された新町役場。ゼイボールトのこの他の建築としては、この近くに建つ1867年のゼイボールド協会がある。
- プロテスタントのバルトロモイス教会。先行する建築は、1693年、1810年、1945年に焼失し、1989年から91年に再建された。
- プロテスタントの牧師館は、1763年に建てられたロココ建築で、ヴォルムス司教区の行政機関として建設された。
- カトリックの聖マリア教会は、1990年に建築家フーゴ・クラッハにより建設された建物で、キリアン教会の分教会にあたる。
- 旧ワイン製造所と附属ブドウ畑。この地域のワイン町として典型的な施設である。
- 2001年建造のパン焼き小屋。町の4番目のパン焼き小屋としてかつての車庫から建造された。
- 鐘突きの泉は、2001年にカール＝ヘニング・ゼーマンにより制作された。この泉は18世紀のポーランド継承戦争時のエピソードをテーマにしている。この戦争の時、ノルトハイムの人々は、鐘をネッカー川に沈めた。戦争が終わるとネッカー川から沈めた鐘が鳴り響いたというものである。

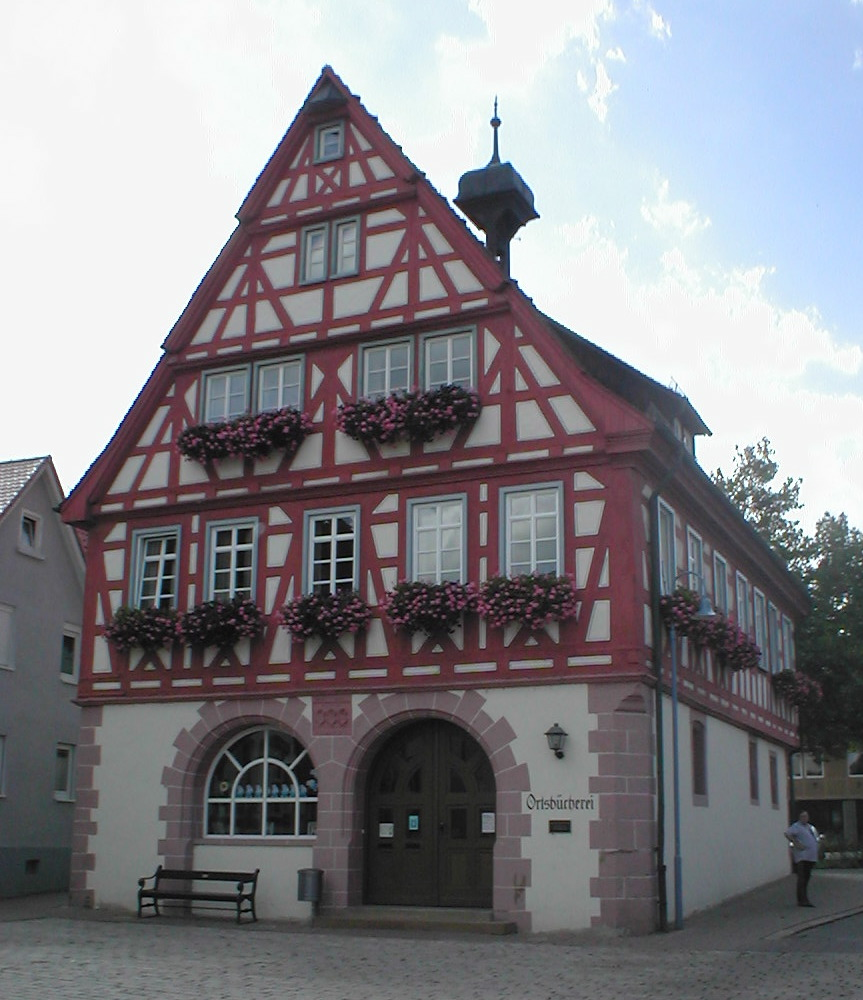
1593年建造の旧町役場
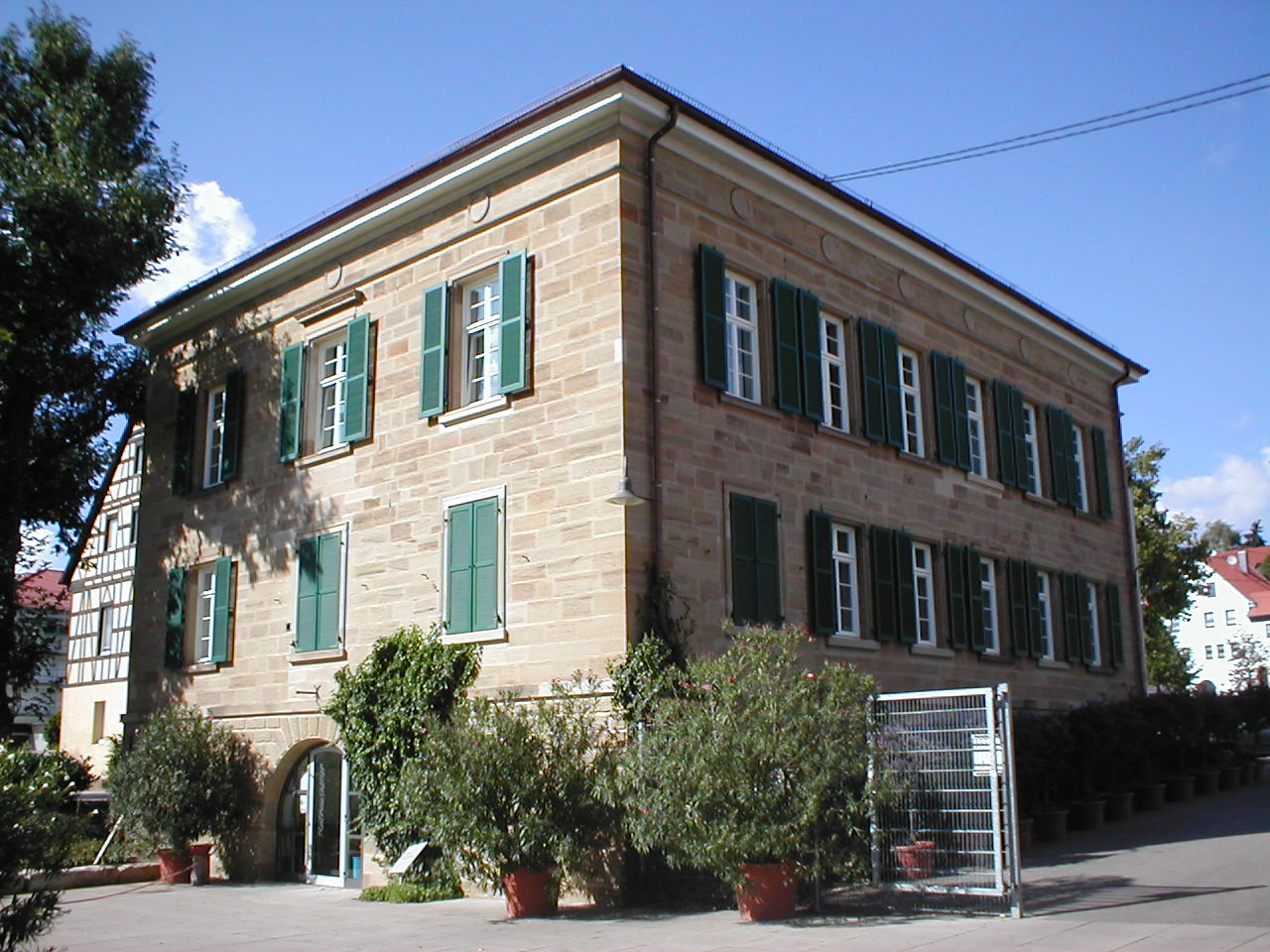
1854年建造の新町役場
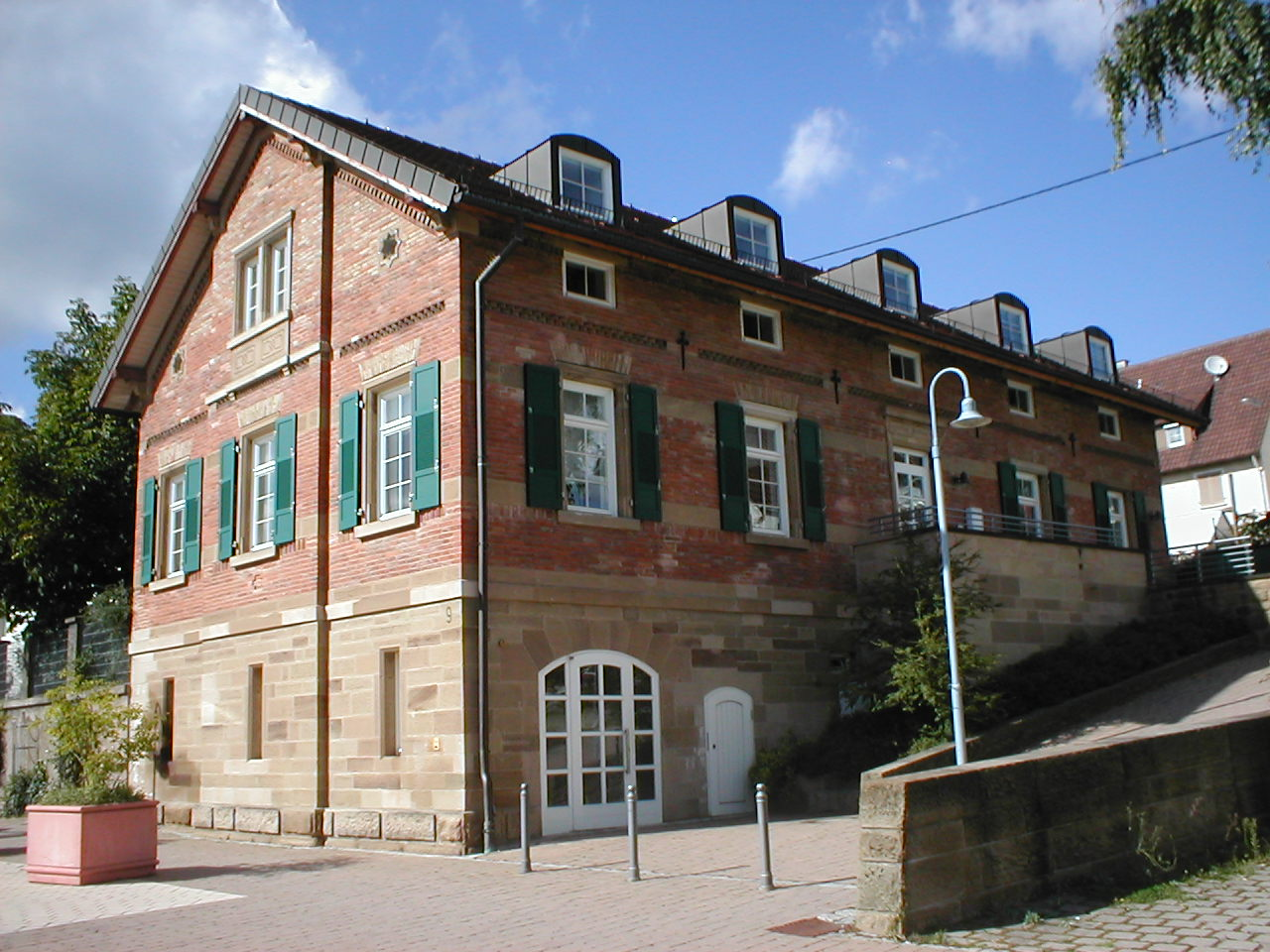
ゼイボールト協会
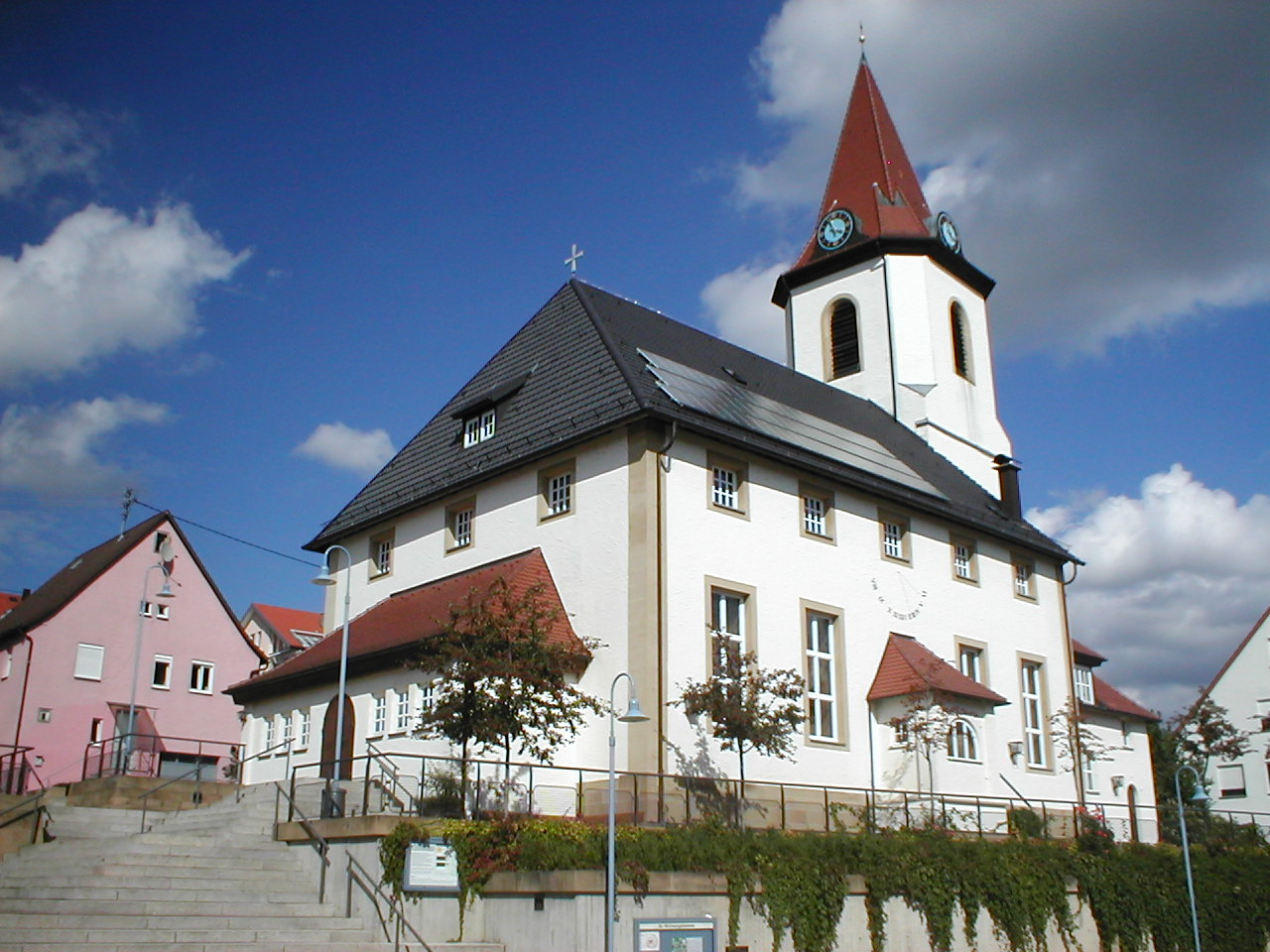
バルトロモイス教会
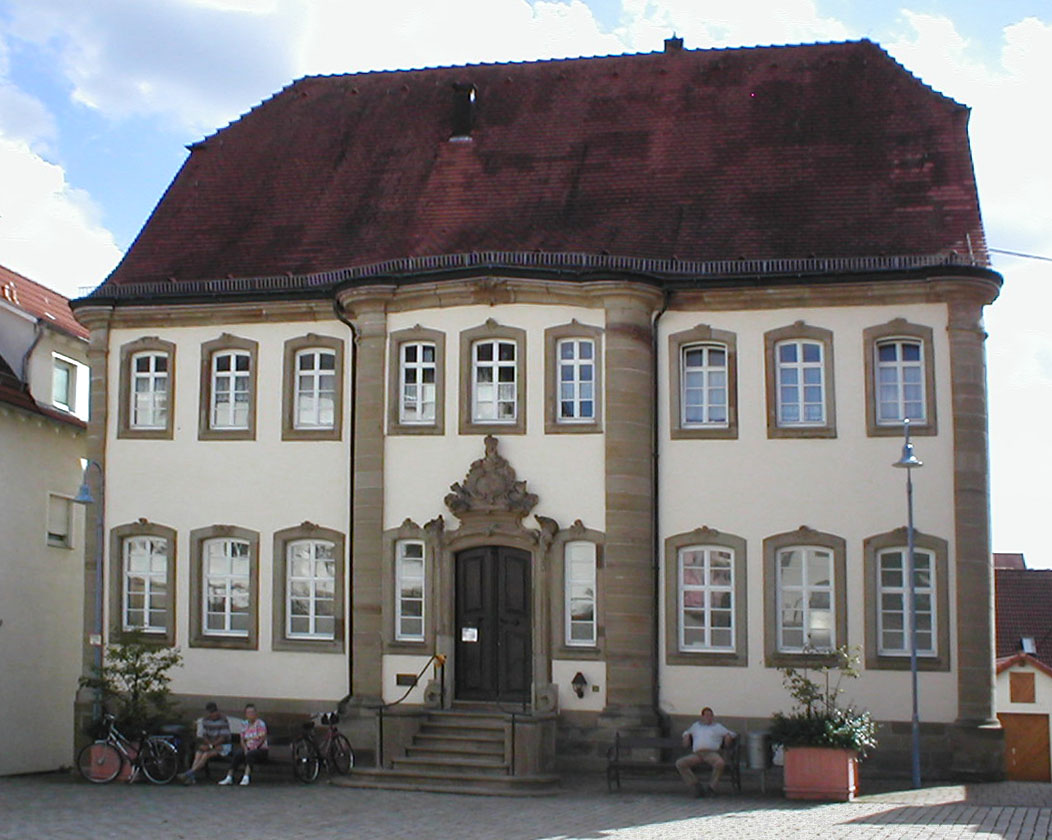
1763年建造の牧師館
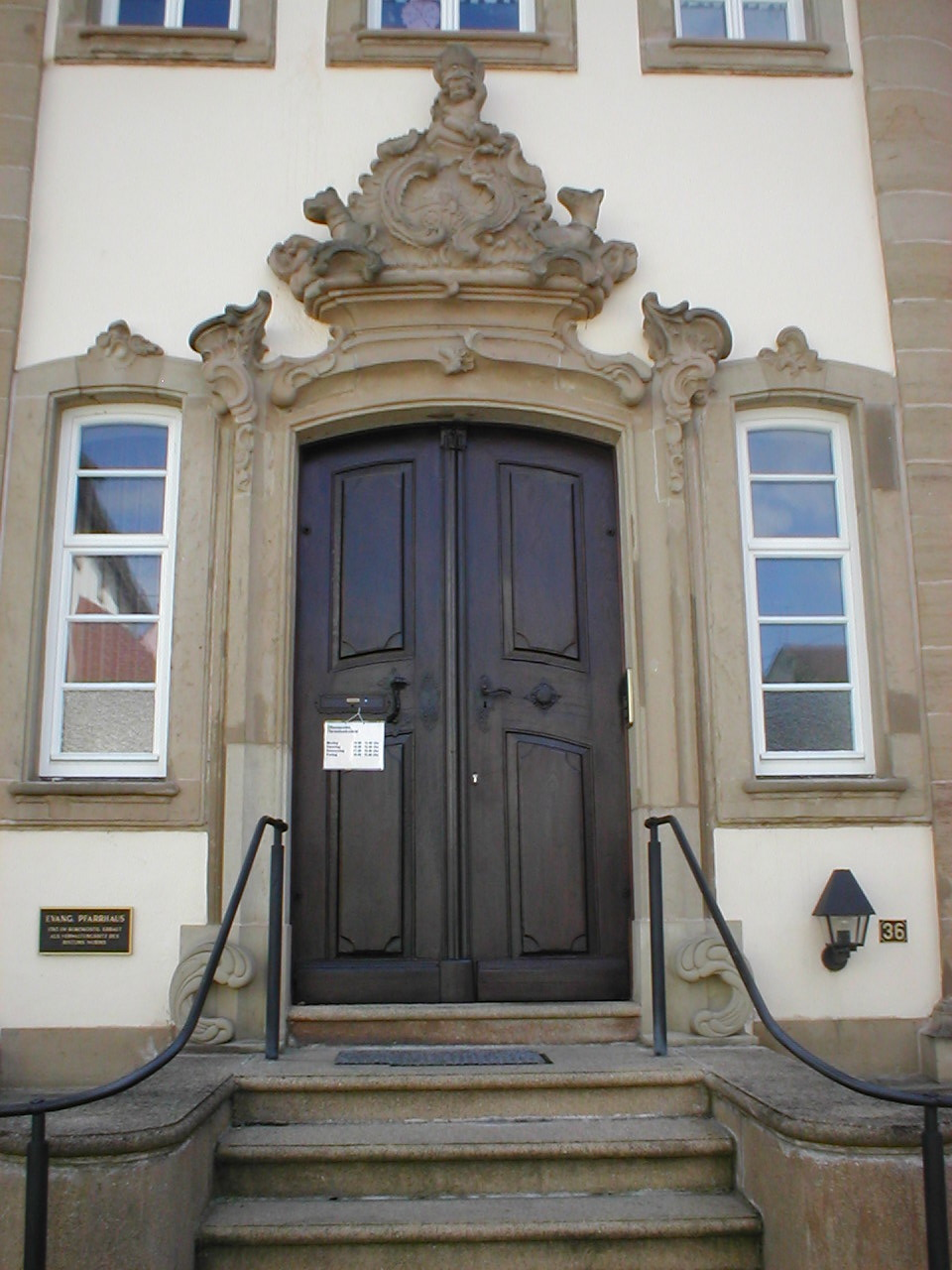
牧師館の入り口
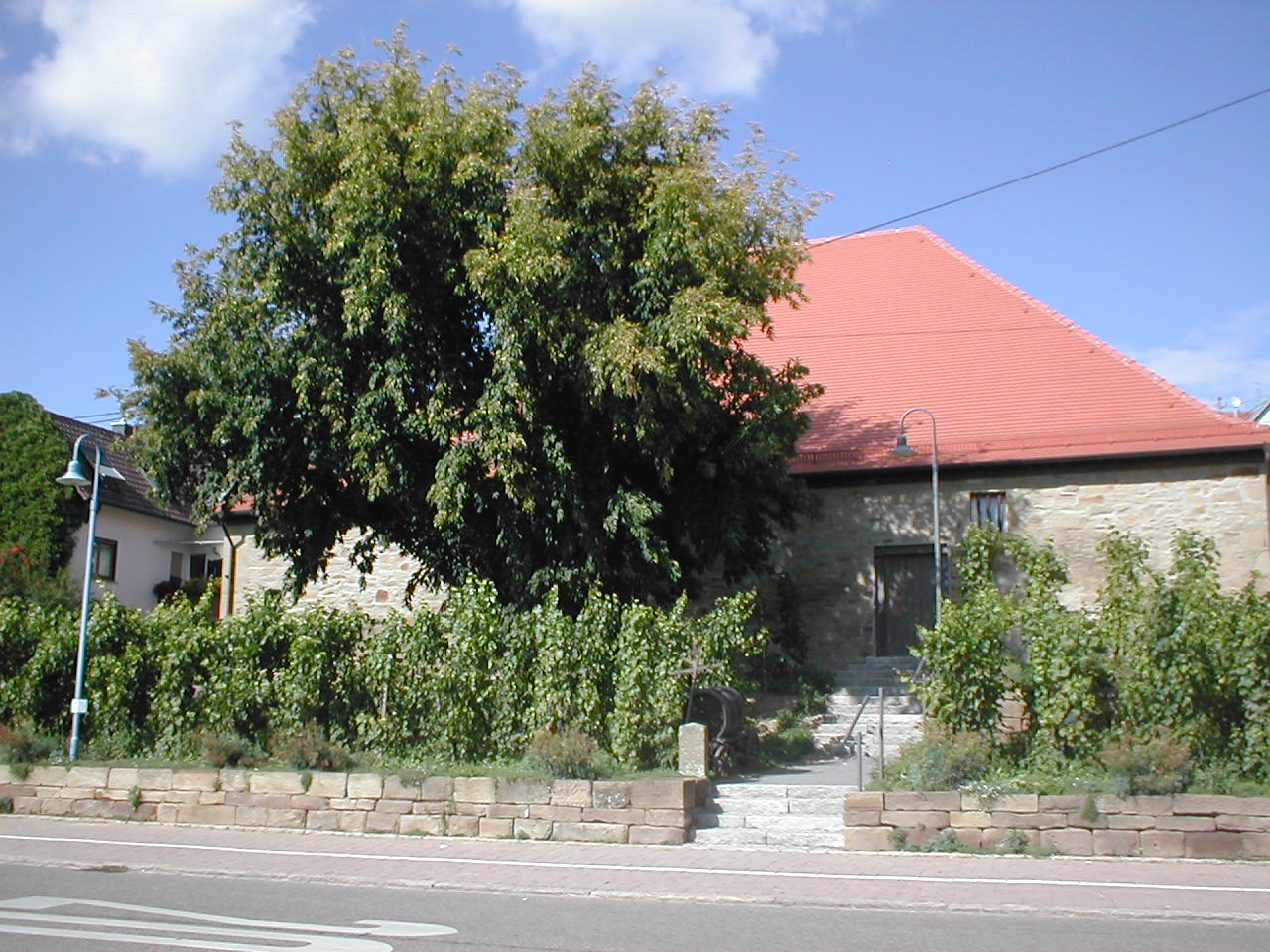
旧ワイン製造所と附属ブドウ畑
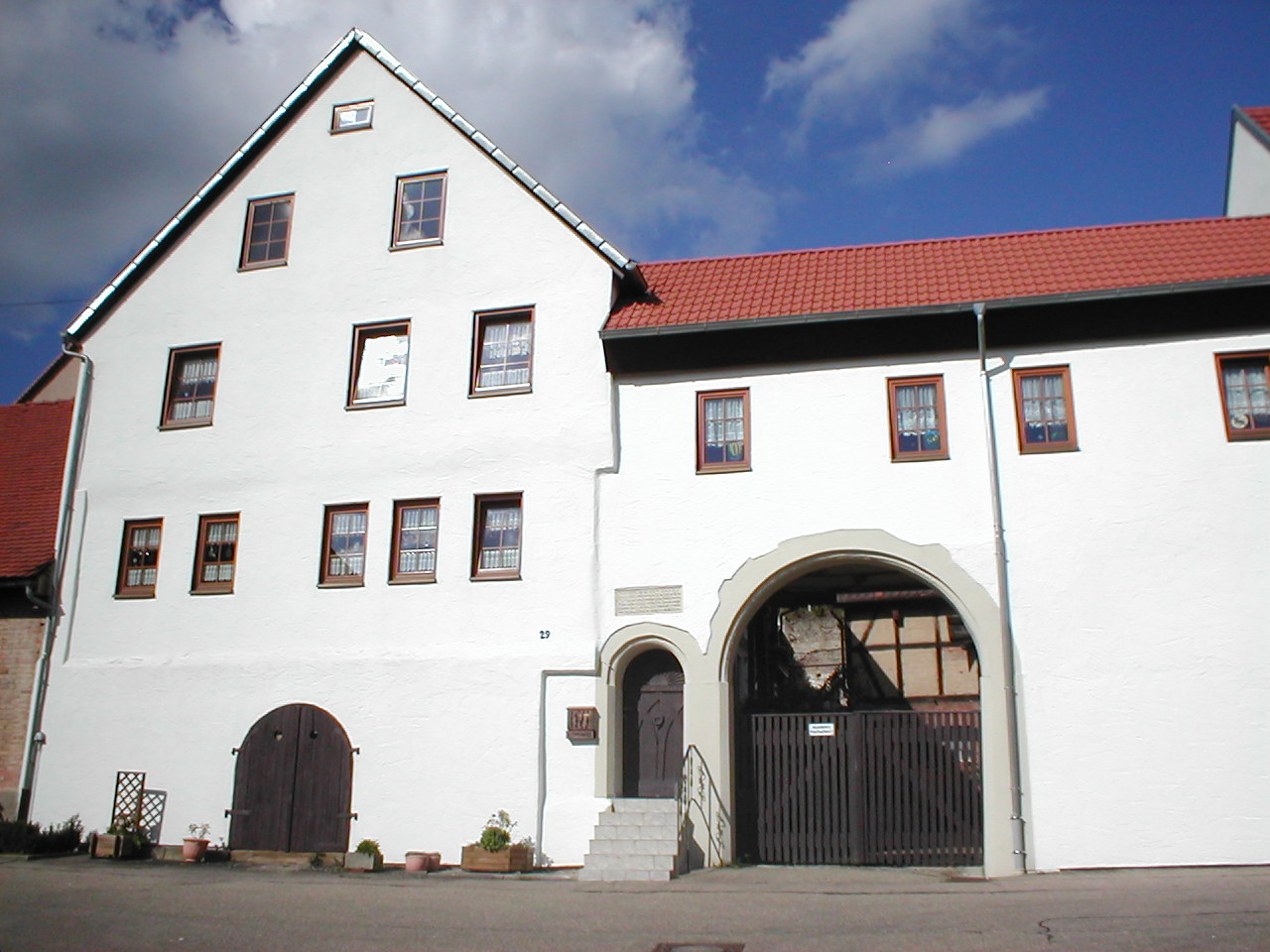
ケルター通りの歴史的な農家
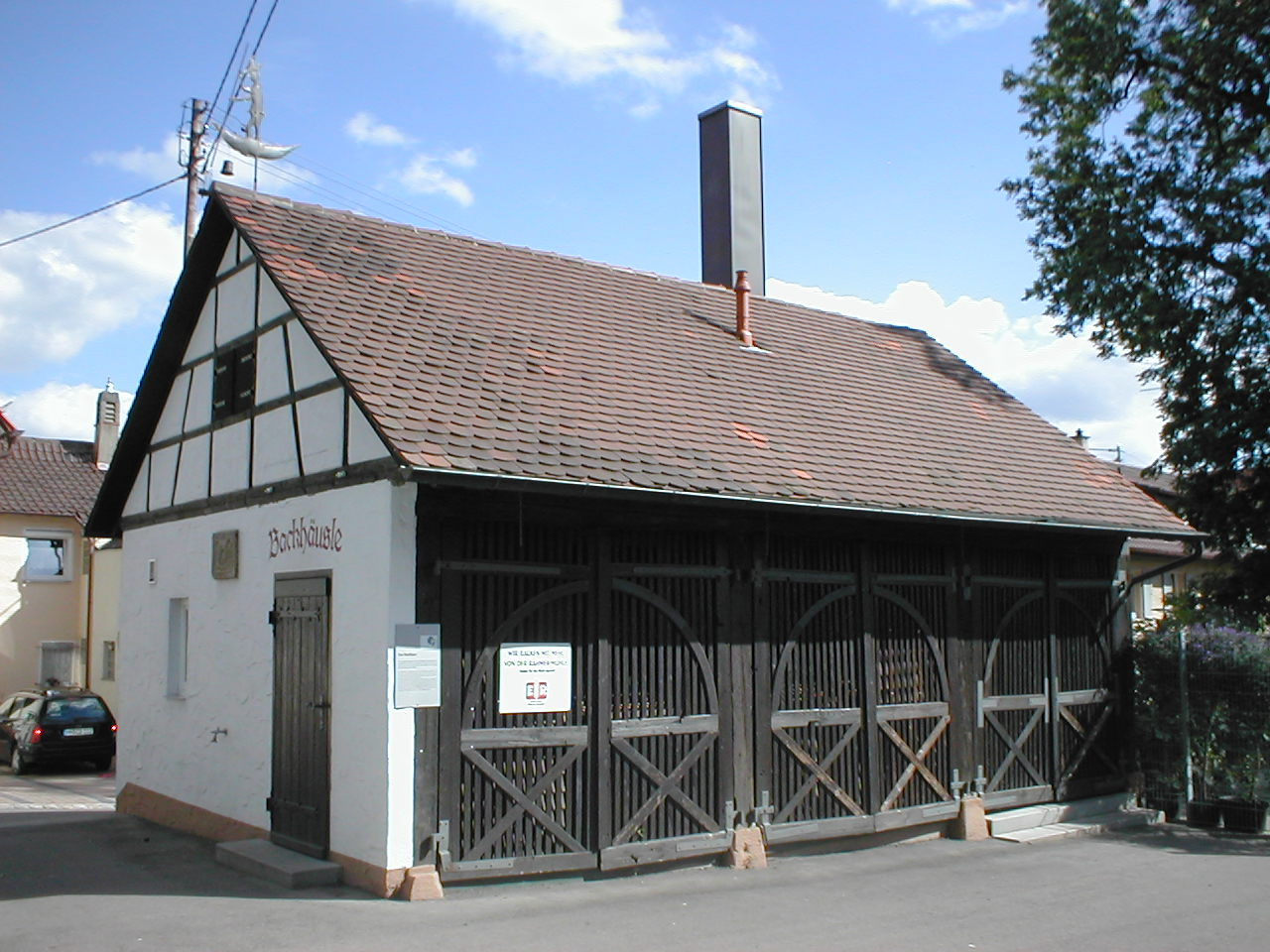
2001年のパン焼き小屋
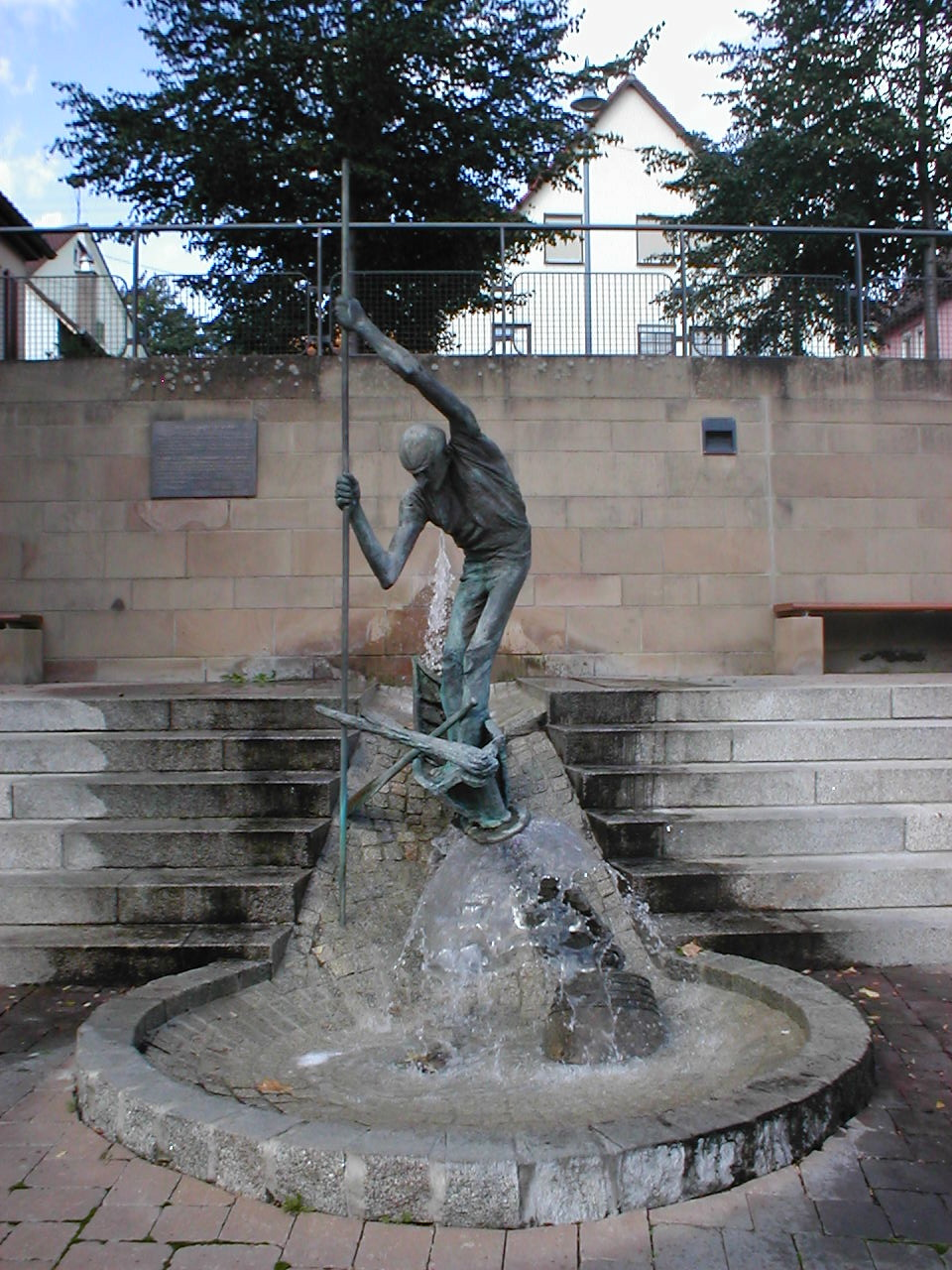
鐘突きの泉

ノルトハウゼン地区は、街道町の佇まいである。メインストリート沿いに18世紀から19世紀に小さな農家が造られた。街道から離れるに従って新しい住居となる。歴史的な建築物の中で、教会と旧町役場が際だっている。

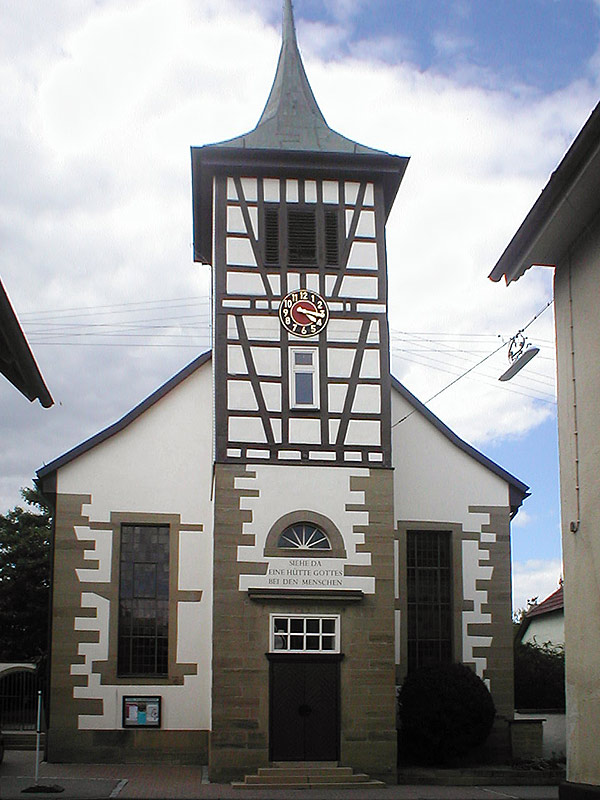
ノルトハウゼンの教会
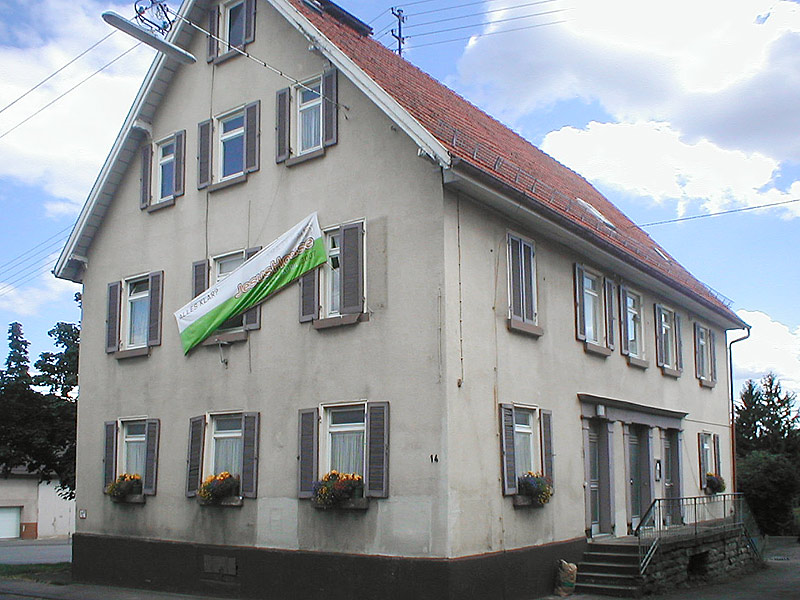
ノルトハウゼン旧町役場

### スポーツと余暇
ノルトハイムには、屋外の鉱泉がある。

### 年中行事
毎年夏に、街の中心部にある町役場広場で3日間のパークフェスタが開催される。2003年から2005年まで、花とガーデニングの展示会、ノルトハイム花の夏が開催され、多くの来訪者を集めた。2003年の展覧会は、地方ガーデニング博覧会（グリーンプロジェクト）の一環で開催された。2006年に「花の夏」は開催されなかったが、2007年から新たな催しが行われる。
毎年、4月の終わりには、ノルトハイム・ワイン祭が開催される。1990年から毎年5月最初の週末にメイポールフェストが開催されている。

## 経済と社会資本

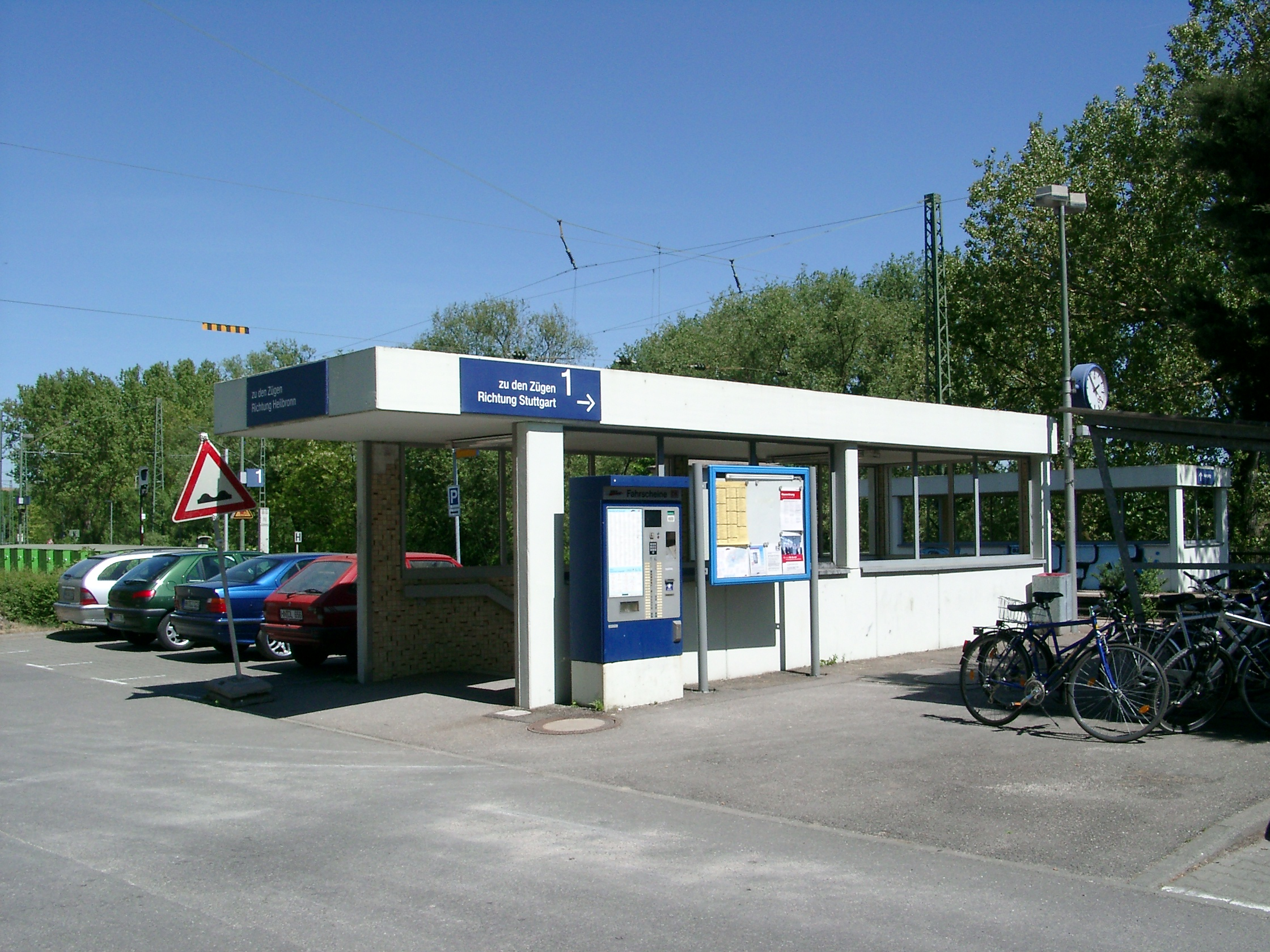
ノルトハイム駅

### 交通
ノルトハイムには、フランケン鉄道シュトゥットガルト - ヴュルツブルク線の停車駅がある。およそ1時間に1本ずつシュトゥットガルト方面およびハイルブロン方面への列車が発着する。
遠距離道路網（連邦道B27号線、B293号線、アウトバーンA6号線、A81号線）の出入り口がハイルブロンはじめ近隣市町村に位置している。

### メディア
ノルトハイムでのできごとは、日刊紙 Heilbronner Stimmeの南西部版 (SW)に掲載される。

### ブドウ栽培
ヴュルテンベルク・ワイン街道沿いに位置するノルトハイムでは、ブドウ栽培が重要な役割を担っている。かつてのノルトハイム・ブドウ栽培者協同組合は、2004年6月にシュヴァイゲルンのホイヒェルベルク・ワイン製造者組合と合併した。これに対し、ノルトハイムには独立のブドウ栽培者もおり、独自のワインを販売している。この町は、ヴュルテンベルク・ワインの産地区分では、ヴュルテンベルク・ウンターラント地方ホイヒェルベルク地区に属す。

## 人物

### 出身者
- ヴィルヘルム・ハインリヒ・ウーラント（1840年生まれ）エンジニア
- マリアンネ・ヴォンナイ（1952年 - ）政治家